# Teodosio de Goñi
Teodosio de Goñi est un chevalier ayant vécu dans la vallée de Goñi — comarque du royaume de Navarre dont il fut le buruzagi (« chef » en basque) — à la fin du VIIe siècle et au début du VIIIe siècle.
L'histoire du personnage est partagée entre réalité et légende ; il semble avoir été le fondateur du sanctuaire de San Migel d'Aralar, situé à Uharte-Arakil, dans la partie navarraise du massif d'Aralar. Si l'existence du sanctuaire est attestée, c'est l'origine de la fondation proprement dite qui prend un caractère mythique, dès lors qu'elle s'accompagne, en 707 semble-t-il, de personnages mythologiques.
On peut voir, néanmoins, dans le sanctuaire les chaînes qu'aurait porté Teodosio de Goñi.

## La légende

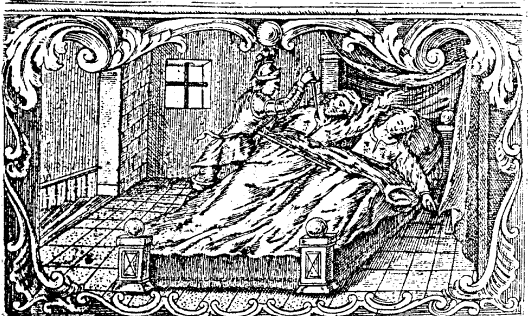
Teodosio assassinant ses parents, gravure de Tomas de Burgui.

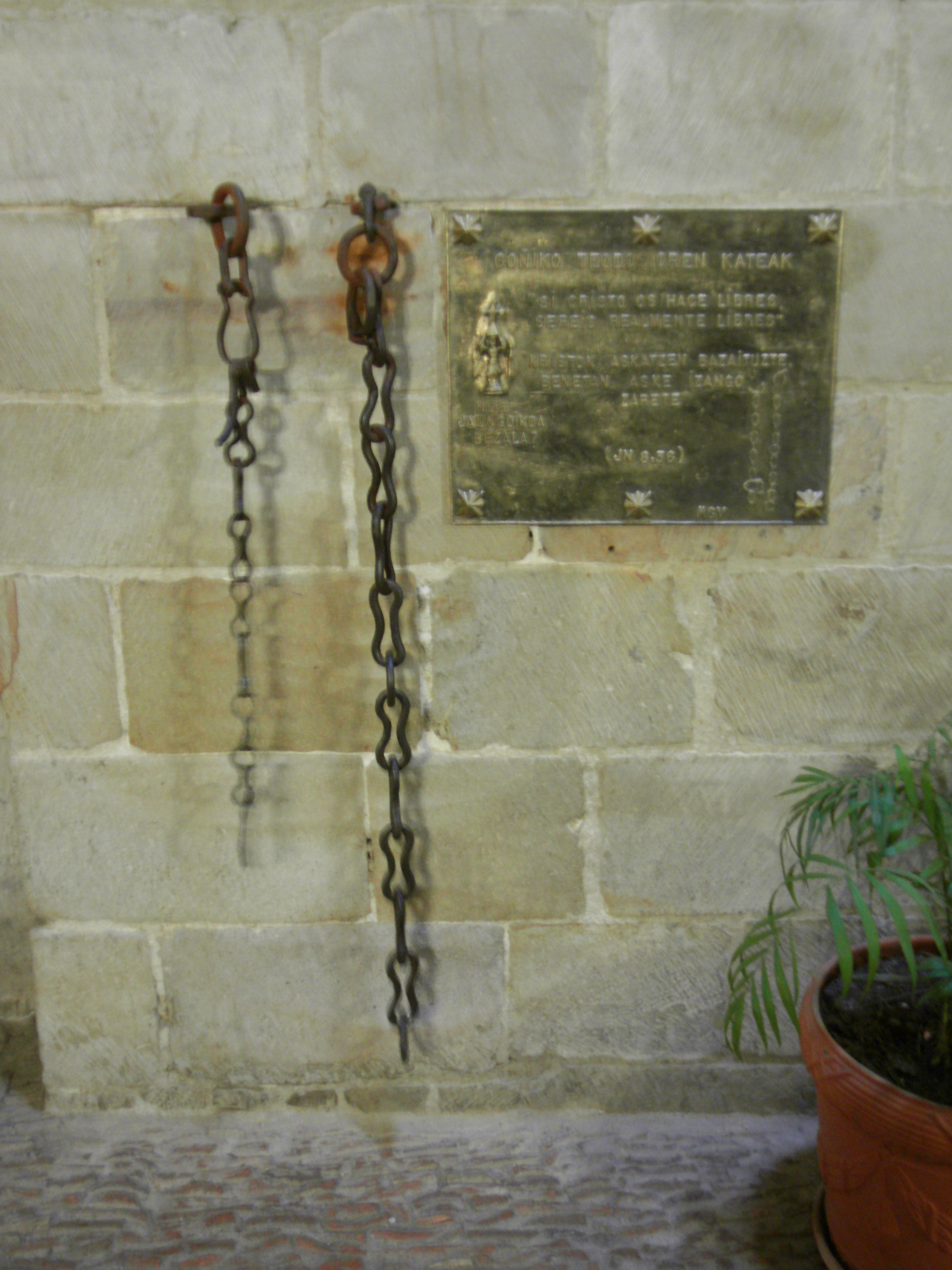
Les chaînes de Teodosio de Goñi, conservées au sanctuaire de San Migel d'Aralar.

La présence d'un chevalier du nom de Teodosio, marié à Constanza de Butrón, est attestée en 707 dans la vallée de Goñi. Celui-ci doit abandonner sa toute récente épouse pour diriger la lutte contre les Maures, Constanza demeurant seule dans son château avec les parents de Teodosio, auxquels elle abandonne la chambre principale.
Lorsque Teodosio revient victorieux en son domaine, le Diable, sous les traits d'un Basajaun (« seigneur de la forêt »), lui apparaît et lui fait croire que son épouse le trompe avec un domestique. Hors de lui, Teodosio lance son cheval au galop et parvient au matin à son château ; sous le coup de la fureur, il pénètre dans la chambre matrimoniale, la dague à la main. Entrant dans l’alcôve, il poignarde les deux personnes qui y sont endormies, convaincu qu'il s'agit de sa femme et de l'amant de celle-ci.
Persuadé d'avoir vengé son honneur, il quitte la maison et a la surprise de rencontrer son épouse qui rentre de la messe. Atterré, il réalise que ceux qui dormaient dans son lit et qu'il a assassinés sont ses propres parents. Terrorisé par la portée de son crime, il se rend à Pampelune pour obtenir le pardon de l'évêque ; celui-ci, horrifié, envoie Teodosio à Rome, afin que cela soit le pape lui-même qui l'absolve de son crime. Teodosio se rend à Rome en pèlerinage et le pape lui donne pour pénitence d'errer sur les terres d'Aralar, de lourdes chaînes à la ceinture, jusqu'à ce que l'usure du métal l'en débarrasse en les faisant choir, signe sans équivoque du pardon divin.
La légende fait également état d'un dragon (Herensuge) qui vit dans l'une des nombreuses cavernes de la sierra d'Aralar. Celui-ci a coutume d'attaquer les bergers et les villageois d'alentour, au point d'amener les habitants de Larraun à lui sacrifier annuellement une personne pour faire mettre fin aux agressions incessantes. C'est ainsi que Teodosio, dans son errance dans le massif d'Aralar, rencontre l'un de ces sacrifiés et propose de le remplacer.
Cette nuit-là, pris sous un violent orage, Teodosio entend un vacarme extraordinaire qui sort de la caverne ; Herensuge lui apparaît et menace de le dévorer. Teodosio, sans défense, tombe à genoux et implore la protection de saint Michel, en s'exclamant : « Saint Michel, aide-moi ! ».
Dans un fracas assourdissant, l'archange apparaît ; il appose une croix sur la tête du monstre qu'il domine et tue au cri de « Qui comme Dieu ? Nor Jaungoikoa bezala ! ».
Au même moment, Teodosio est libéré de ses chaînes, pardonné par Dieu qui lui remet une relique.
Désormais libre, Teodosio rentre à son château de Goñi où son épouse l'attend. Ils décident d'ériger un sanctuaire en l'honneur de l'archange au sommet de l'Aralar, San Miguel in Excelsis.

## Reprise de la légende dans la littérature
Il est probable que la légende de Teodosio soit née durant la période marquant l'apogée de la lignée, au XVIe siècle. De fait, elle est reprise dans une œuvre de ce même siècle, décrivant la généalogie des familles nobles navarraises de cette époque.
De nombreux auteurs la reprennent à leur compte comme Esteban de Garibay (es). En 1774, Francisco Tomás de Burgui, un professeur de théologie, en fait mention dans son livre sur saint Michel et le royaume de Navarre, dont le détail du titre indique « Saint Michel de Excelsis […] comme proctor excelso apparu et vénéré dans le royaume de Navarre. Livre second traitant de son apparition et de son culte, sa protection miraculeuse au sommet du mont Aralar dans le royaume de Navarre, avec les hauts-faits de son vénérateur Don Teodosio de Goñi […] ».
L'œuvre de Francisco Navarro Villoslada, Amaya y los vascos en el siglo VIII, assure par la suite la célébrité de la légende.